# Oriental Art Center

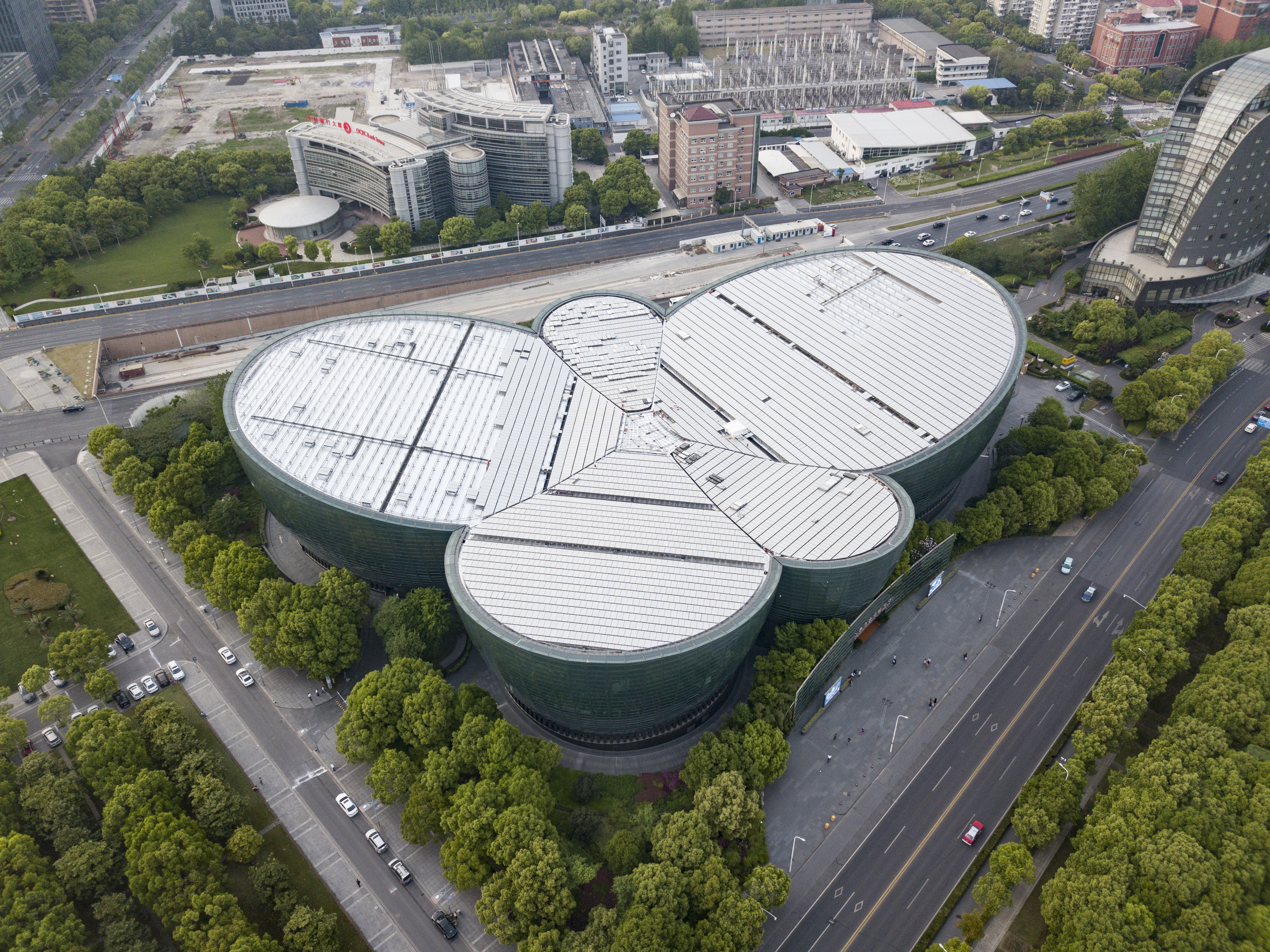
Vista dall'alto del teatro

Lo Shanghai Oriental Art Center (cinese semplificato: 上海东方艺术中心; cinese tradizionale: 上海 東方 藝術 中心; pinyin: Shànghǎi Dōngfāng Yìshù Zhōngxīn), abbreviato con l'acronimo di  SHOAC, è teatro polifunzionale situato a Shanghai e progettato da Paul Andreu. Situato al largo di Century Avenue a Pudong, lo SHOAC è stato aperto con un concerto di capodanno nel 2004 e inaugurato ufficialmente il 1º luglio 2005.

## Descrizione
La struttura è composta da cinque sale emisferiche (o "petali") interconnesse create per assomigliare ad un'orchidea. Nel complesso sono l'atrio, la sala da concerto, la sala dell'Opera, la sala delle esibizionie la sala espositiva. Il tetto dell'edificio cambia colore durante la notte in base al tipo di esibizioni che si sta svolgendo al suo interno.